# Giovanni di Trastámara
Giovanni di Trastámara o Giovanni d'Aragona (in catalano Infant Joan d'Aragó; in castigliano Juan de Aragón y Castilla, o Juan de Trastámara y Trastámara; Siviglia, 30 giugno 1478 – Salamanca, 4 ottobre 1497) fu Principe delle Asturie, nonché Principe di Girona e Duca di Montblanc (titoli parimenti collegati al primo). Secondogenito di Isabella di Castiglia e di Ferdinando II d'Aragona, nacque nel 1478, e, come primo figlio maschio della coppia reale, fu l'erede designato ai troni di Castiglia e di Aragona.

## Origine familiare e infanzia
Discendente per via materna dal casato di Trastámara, Giovanni avrebbe ereditato la Castiglia alla morte della regina Isabella, mentre sarebbe divenuto re di Sicilia, di Aragona e dell'Alta Navarra, succedendo al padre, Ferdinando II.
Dopo il primo parto, da cui era nata una figlia (Isabella), e un aborto, la regina Isabella di Castiglia temeva di non avere più figli. Andò quindi in pellegrinaggio al santuario di San Giovanni di Ortega, protettore delle gravidanze improbabili. Dodici mesi dopo nacque un bambino riconosciuto dalle cortes come erede dei regni di Castiglia e Aragona, cui venne messo il nome di Giovanni. Il piccolo però, affetto da rachitismo e labioschisi, ebbe un'infanzia tormentata e una salute decisamente cagionevole. Si dice che mangiasse pochissimo, che avesse frequenti mancamenti e crisi emetiche, tanto che la madre, devota cattolica, pregava incessantemente per la sua salute e faceva regolari offerte alla Madonna affinché concedesse al bambino di sopravvivere.
Sebbene nessuno scommettesse più di tanto sulla longevità del principe, egli fu comunque educato come si conveniva a un bambino del suo rango. Si dice fosse un bambino mite, dai gesti garbati, amante dell'arte, della poesia e della musica. Sembra che a soli cinque anni Giovanni avesse già una sua piccola corte tra cui c'erano anche dei suoi coetanei, scelti fra i figli delle famiglie spagnole più nobili, con cui giocava fingendo di creare un governo. 

## Matrimonio
Fra i vari progetti di matrimonio combinati per l'infante Giovanni, i suoi genitori pensarono inizialmente ad un'alleanza matrimoniale con la principessa Anna di Bretagna, figlia e unica erede del loro cugino, il duca Francesco II di Bretagna. Questo progetto matrimoniale però non venne realizzato, forse perché la costituzione di Giovanni apparve troppo cagionevole all'accorta duchessa. Nel 1488 però si presentò un'occasione migliore per Giovanni.  La Spagna infatti, per saldare i debiti contratti con Massimiliano I d'Asburgo, che aveva contribuito attivamente con armi e uomini alla riconquista di Granada, propose un doppio matrimonio all'imperatore, che aveva interesse ad allargare le sue alleanze con un regno cattolico mediante l'unione dei rispettivi figli. Il principe Giovanni di Trastámara venne così promesso a Margherita d'Asburgo, mentre la principessa Giovanna di Castiglia, andò in sposa a Filippo I, detto il Bello, figlio dell'imperatore.
Il matrimonio tra Giovanni e Margherita venne celebrato per procura il 5 novembre 1496 a Malines. La sposa sbarcò in Spagna solo nel marzo del 1497, dopo essere miracolosamente scampata a un naufragio. Il primo incontro tra i due giovani avvenne Toranzo, vicino a Reinosa e, a quanto dicono le fonti, le aspettative di entrambi non vennero deluse. I principi infatti, infrangendo il protocollo usuale, non attesero le celebrazioni ufficiali per consumare il matrimonio ma ottenuta la semplice benedizione di un prete, trascorsero nel castello di Villasevil la loro luna di miele. Le nozze ufficiali, alla presenza di tutti i Grandi di Spagna e cui seguirono feste e tornei, si svolsero appena il 3 aprile a Burgos.

## Morte
Nell'autunno del 1497, durante una visita dei principi a Salamanca, Giovanni fu colto da febbri violentissime. Gli vennero praticati salassi e bagni freddi che fecero rapidamente peggiorare le sue condizioni. Tutti i medici più illustri del regno accorsero al suo capezzale tentando di salvargli la vita, mentre nei pochi momenti di lucidità il principe pregava, già rassegnato al suo destino. Morì all'alba del 4 ottobre 1497.
Le cause della morte del principe rimangono incerte e mentre alcuni l'attribuirono al vaiolo, per altri si trattò piuttosto di tubercolosi. Certo è che l'insaziabile passione d'amore che aveva travolto i due giovani sposi non passò inosservata e che per i contemporanei essa fu la causa principale del decesso del principe. Sembra infatti che Isabella fosse stata informata, non senza una certa preoccupazione da parte dei medici, del fatto che i principi dormissero regolarmente assieme ma la regina non sembrò particolarmente turbata da questa notizia. Oggi si ipotizza che l'eccesso di sforzo fisico, dovuto all'attività sessuale, possa aver contribuito a debilitare la già cagionevole salute di Giovanni, senza per questo averne causato la morte.
La perdita del figlio, unico erede maschio al trono di Spagna, fu devastante per Isabella che impose alla corte spagnola un lutto strettissimo e la sospensione di tutte le attività per più di un mese. Giovanni fu seppellito nella chiesa di San Tommaso fuori le mura di Avila.

## Eredità dei regni di Castiglia e Aragona
Isabella e Ferdinando, mancando di un altro figlio maschio, nominarono ufficialmente successore ai troni di Castiglia e Aragona la loro figlia primogenita, Isabella. La sorte volle però che sia Isabella sia suo figlio Michele morissero prematuramente, facendo dunque passare il titolo di principessa ereditaria a Giovanna di Castiglia, la quale dal matrimonio con Filippo I d'Asburgo aveva dato alla luce un figlio, il futuro imperatore Carlo V. 
La morte di Giovanni fu sconvolgente anche per Margherita d'Asburgo che quando apprese la notizia del decesso si trovava in uno stato di gravidanza avanzato. Il grande dolore dovuto alla perdita dell'amato sposo, contribuì a procurarle un parto precoce da cui venne alla luce una bambina morta. Rimasta vedova, Margherita d'Asburgo rientrò nelle Fiandre e in seguito, per rispondere alle esigenze politiche di suo padre, andò in sposa al nobile Filiberto II di Savoia, che la lasciò anche in questo caso vedova dopo poco tempo.

## Ascendenza
|                          |                         |                                      | Genitori                                   |  |  | Nonni |  |  | Bisnonni                |  |  | Trisnonni               |  |
|                          |                         |                                      |                                            |  |  |       |  |  | Ferdinando I di Aragona |  |  | Giovanni I di Castiglia |  |
|                          |                         |                                      |                                            |  |  |       |  |  | Ferdinando I di Aragona |  |  | Giovanni I di Castiglia |  |
|                          |                         | Leonor d'Aragona                     |                                            |  |  |       |  |  | Ferdinando I di Aragona |  |  |                         |  |
| Giovanni II d'Aragona    |                         |                                      |                                            |  |  |       |  |  | Ferdinando I di Aragona |  |  |                         |  |
|                          |                         | Eleonora d'Alburquerque              | Sancho d'Alburquerque                      |  |  |       |  |  |                         |  |  |                         |  |
|                          |                         | Eleonora d'Alburquerque              | Sancho d'Alburquerque                      |  |  |       |  |  |                         |  |  |                         |  |
|                          |                         | Eleonora d'Alburquerque              | Beatriz del Portogallo                     |  |  |       |  |  |                         |  |  |                         |  |
| Ferdinando II d'Aragona  |                         | Eleonora d'Alburquerque              |                                            |  |  |       |  |  |                         |  |  |                         |  |
|                          |                         | Federico Enríquez de Mendoza         | Alonzo Enriquez                            |  |  |       |  |  |                         |  |  |                         |  |
|                          |                         | Federico Enríquez de Mendoza         | Alonzo Enriquez                            |  |  |       |  |  |                         |  |  |                         |  |
|                          |                         | Federico Enríquez de Mendoza         | Juana Gonzalez                             |  |  |       |  |  |                         |  |  |                         |  |
| Giovanna Enríquez        |                         | Federico Enríquez de Mendoza         |                                            |  |  |       |  |  |                         |  |  |                         |  |
|                          |                         | Mariana Fernández de Córdoba y Ayala | Diego Fernandez de Cordova                 |  |  |       |  |  |                         |  |  |                         |  |
|                          |                         | Mariana Fernández de Córdoba y Ayala | Diego Fernandez de Cordova                 |  |  |       |  |  |                         |  |  |                         |  |
|                          |                         | Mariana Fernández de Córdoba y Ayala | Inez de Toledo                             |  |  |       |  |  |                         |  |  |                         |  |
| Giovanni di Trastámara   |                         | Mariana Fernández de Córdoba y Ayala |                                            |  |  |       |  |  |                         |  |  |                         |  |
|                          | Enrico III di Castiglia | Giovanni I di Castiglia              |                                            |  |  |       |  |  |                         |  |  |                         |  |
|                          | Enrico III di Castiglia | Giovanni I di Castiglia              |                                            |  |  |       |  |  |                         |  |  |                         |  |
|                          | Enrico III di Castiglia | Leonor d'Aragona                     |                                            |  |  |       |  |  |                         |  |  |                         |  |
| Giovanni II di Castiglia | Enrico III di Castiglia |                                      |                                            |  |  |       |  |  |                         |  |  |                         |  |
|                          |                         | Caterina di Lancaster                | Giovanni Plantageneto, I duca di Lancaster |  |  |       |  |  |                         |  |  |                         |  |
|                          |                         | Caterina di Lancaster                | Giovanni Plantageneto, I duca di Lancaster |  |  |       |  |  |                         |  |  |                         |  |
|                          |                         | Caterina di Lancaster                | Constanza di Castiglia                     |  |  |       |  |  |                         |  |  |                         |  |
| Isabella di Castiglia    |                         | Caterina di Lancaster                |                                            |  |  |       |  |  |                         |  |  |                         |  |
|                          |                         | Giovanni d'Aviz                      | Giovanni I del Portogallo                  |  |  |       |  |  |                         |  |  |                         |  |
|                          |                         | Giovanni d'Aviz                      | Giovanni I del Portogallo                  |  |  |       |  |  |                         |  |  |                         |  |
|                          |                         | Giovanni d'Aviz                      | Filippa di Lancaster                       |  |  |       |  |  |                         |  |  |                         |  |
| Isabella del Portogallo  |                         | Giovanni d'Aviz                      |                                            |  |  |       |  |  |                         |  |  |                         |  |
|                          |                         | Isabella di Braganza                 | Alfonso I di Braganza                      |  |  |       |  |  |                         |  |  |                         |  |
|                          |                         | Isabella di Braganza                 | Alfonso I di Braganza                      |  |  |       |  |  |                         |  |  |                         |  |
|                          |                         | Isabella di Braganza                 | Beatriz Pereira de Alvim                   |  |  |       |  |  |                         |  |  |                         |  |
|                          |                         | Isabella di Braganza                 |                                            |  |  |       |  |  |                         |  |  |                         |  |